# Ibaraki prefektur
Ibaraki prefektur, (japanska: 茨城県?, Ibaraki-ken), prefektur i Japan belägen på ön Honshu, i Kanto-regionen. Residensstaden är Mito.

## Administrativ indelning
Prefekturen var år 2016 indelad i 32 städer (-shi) och tolv landskommuner (-machi eller -mura).
Kommunerna grupperas i sju distrikt (-gun). Distrikten har ingen administrativ funktion utan fungerar i huvudsak som postadressområden.
Städer:
- Bandō, Chikusei, Hitachi, Hitachinaka, Hitachiōmiya, Hitachiōta, Hokota, Inashiki, Ishioka, Itako, Jōsō, Kamisu, Kasama, Kashima, Kasumigaura, Kitaibaraki, Koga, Mito, Moriya, Naka, Namegata, Omitama, Ryūgasaki, Sakuragawa, Shimotsuma, Takahagi, Toride, Tsuchiura, Tsukuba, Tsukubamirai, Ushiku, Yūki

Distrikt och landskommuner:
| Distrikt       | Landskommuner             |
| -------------- | ------------------------- |
| Higashiibaraki | Ibaraki, Ōarai, Shirosato |
| Inashiki       | Ami, Kawachi, Miho        |
| Kitasōma       | Tone                      |
| Kuji           | Daigo                     |
| Naka           | Tōkai                     |
| Sashima        | Goka, Sakai               |
| Yūki           | Yachiyo                   |

## Galleri

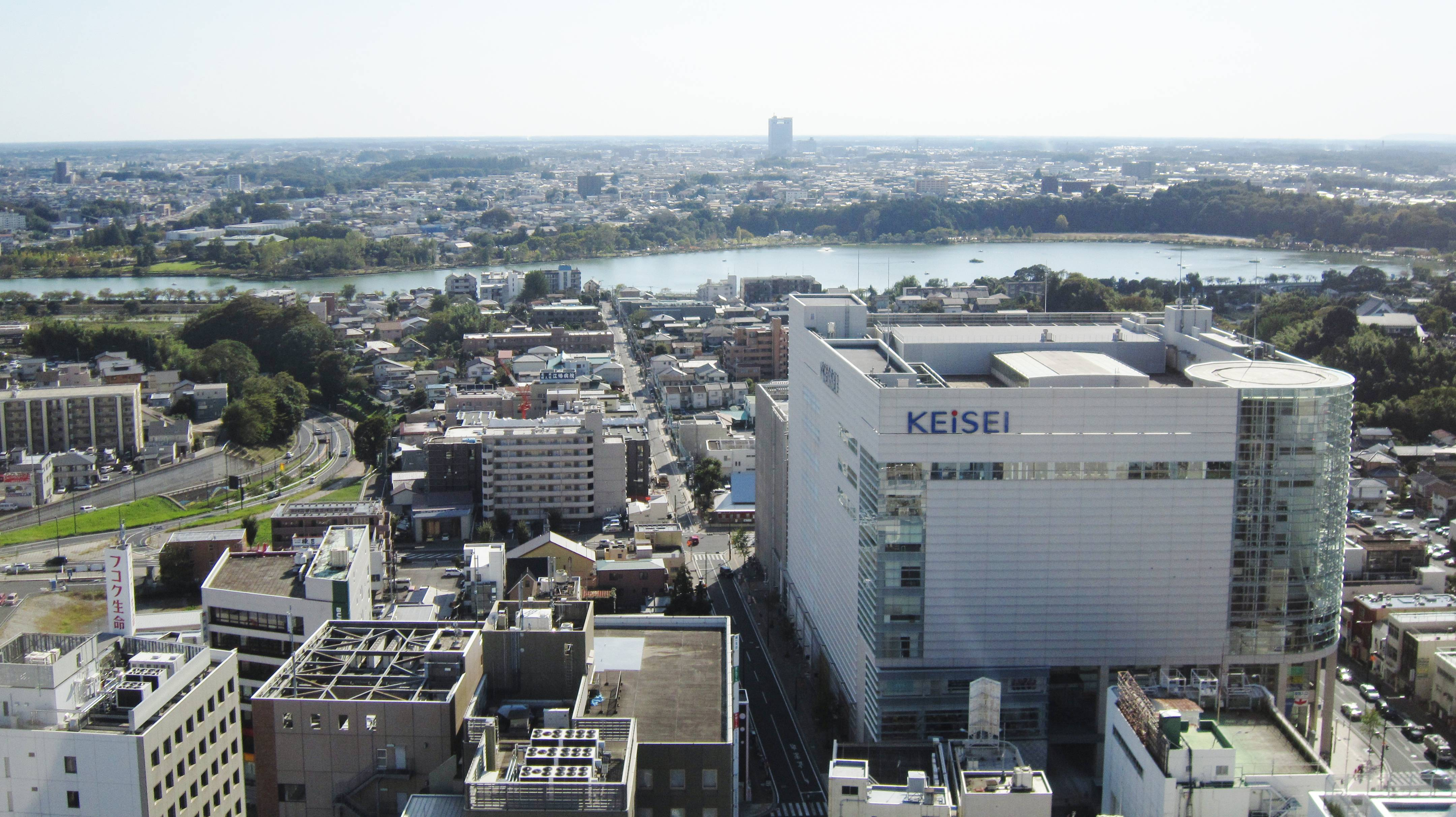
Mito
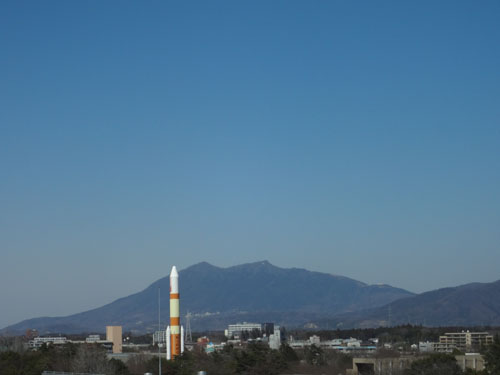
Tsukuba
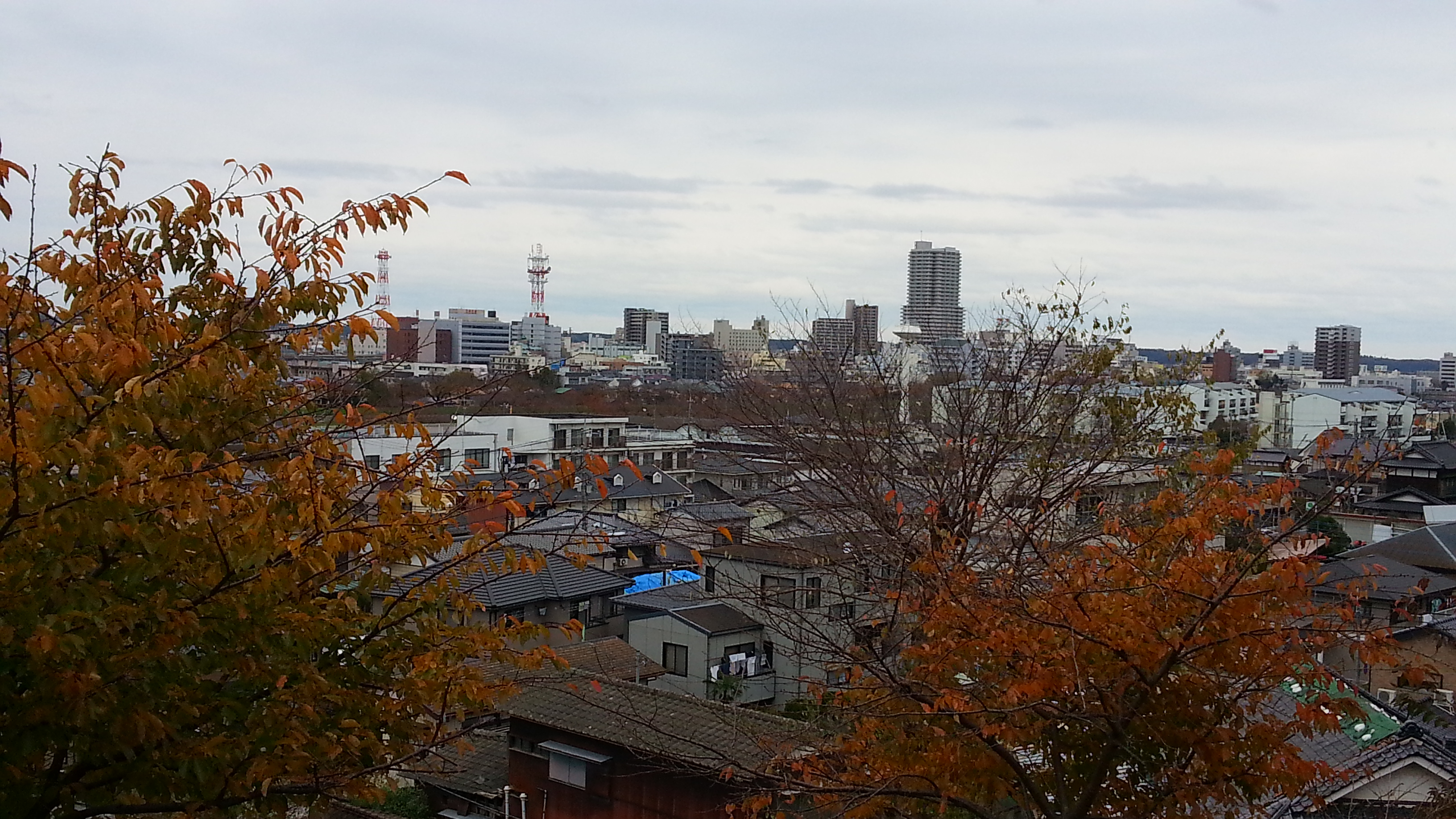
Tsuchiura
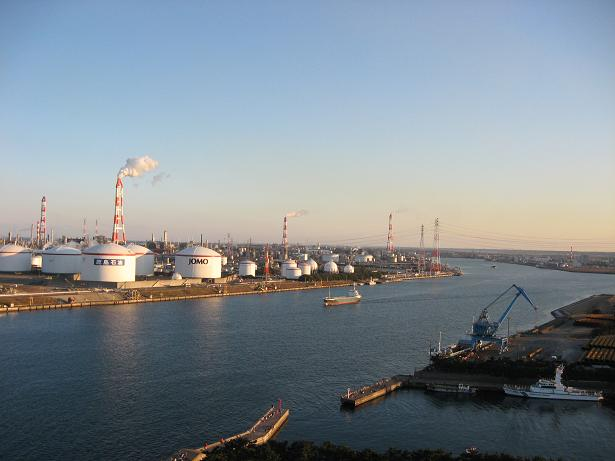
Kashima
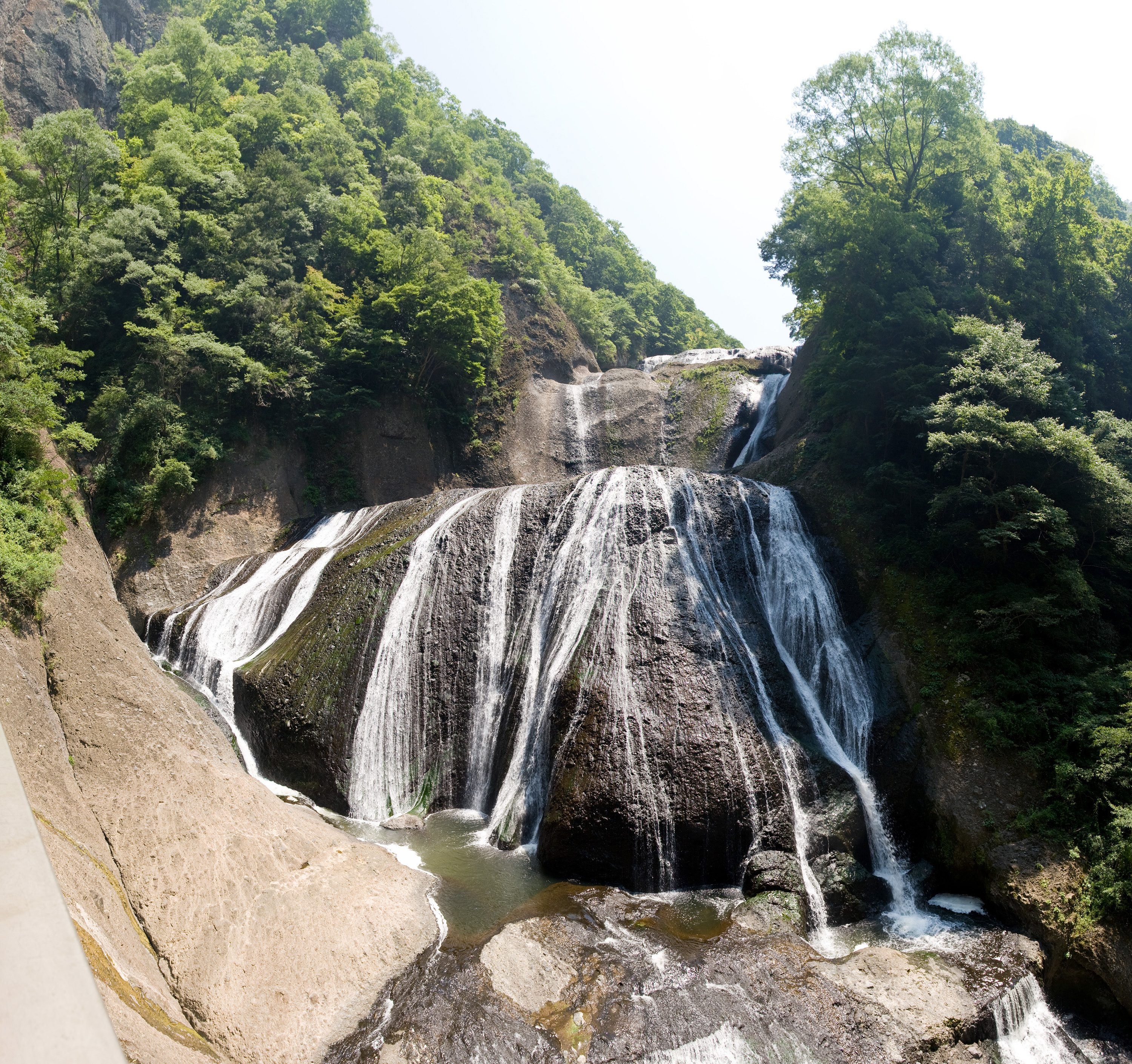
Fukuroda vattenfull i Daishi
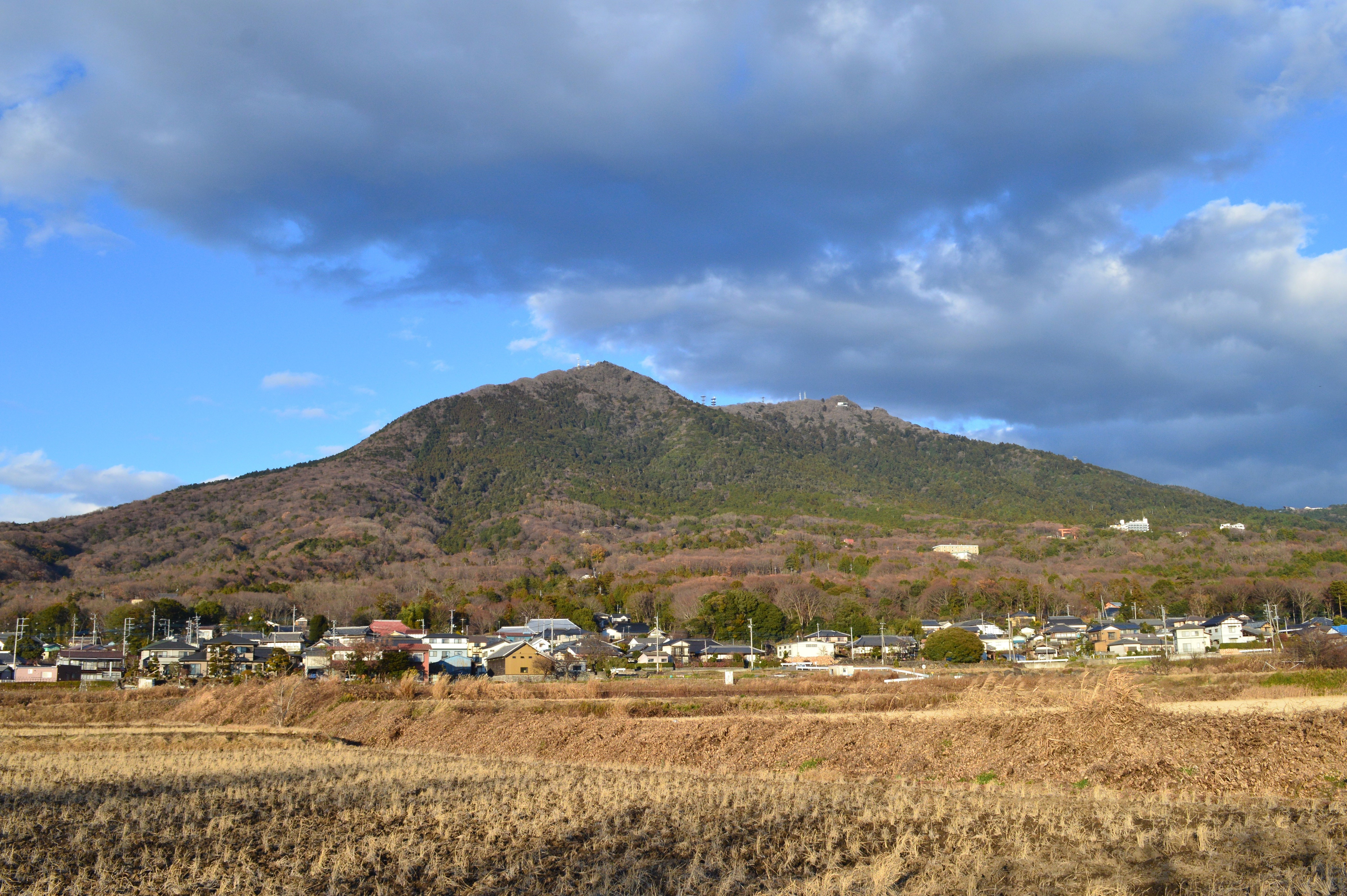
Berget Tsukuba
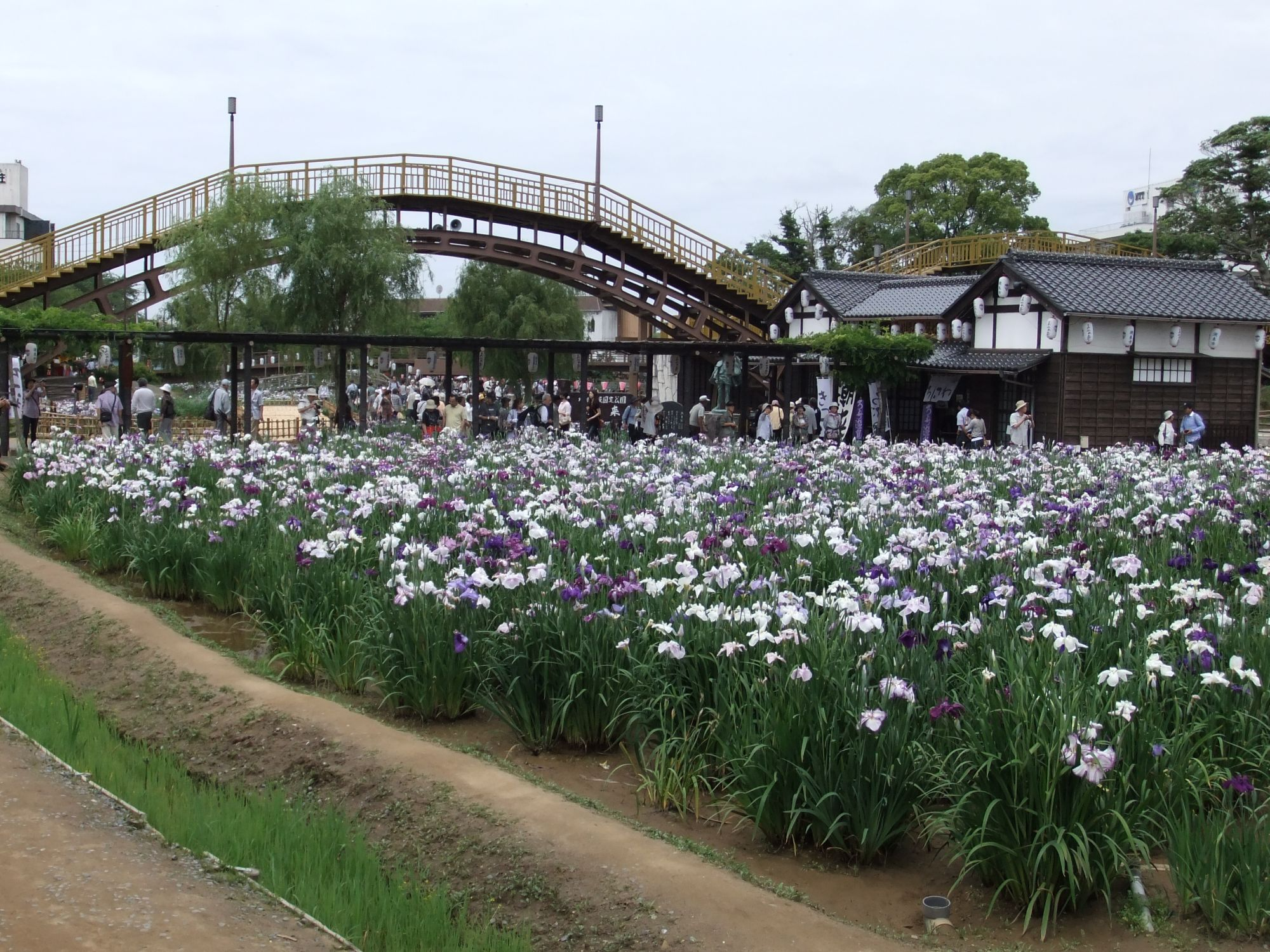
Itako irispark